# GrimE
Pour les articles homonymes, voir Grime (homonymie).
GrimE pour Grim Edit est un moteur de jeu développé par LucasArts. Il est le descendant de SCUMM et est destiné aux jeux d'aventure graphique en 3D. Il a servi notamment pour Grim Fandango et Escape from Monkey Island. Il utilise le langage de script open source Lua.
Il est prévu pour jouer sans se servir de souris informatique.
ResidualVM, un projet voisin de la machine virtuelle ScummVM, vise à fournir une implémentation libre du moteur GrimE par le biais de la rétro-ingénierie.